# Noche fría
Noche fría es un cortometraje uruguayo de 2007. Está escrito y dirigido por Enrique Buchichio, e interpretado por Carolina Alarcón, Ariel Caldarelli y Leopoldo Otero. Se estrenó en el festival de cortometrajes La Pedrera Short Film Festival de ese mismo año, donde obtuvo el premio al mejor sonido. Fue declarado de interés municipal por la Intendencia Departamental de Montevideo.

## Sinopsis
Como casi todas las noches, Tito es el último en dejar el bar. Y como casi todas las noches, está demasiado ebrio. Don Aquilino, como de costumbre, será quien lo envíe a casa, sabiendo que mañana la rutina habrá de repetirse. Pero esta noche no es como cualquier otra: esta noche, entre el insomnio y el alcohol, sin poder diferenciar realidad de alucinación, de sueño, visitarán a Tito fantasmas del pasado. De ese pasado distante ha quedado una herida sin sanar, herida que él tratará de curar a la noche siguiente con la próxima visita al bar.

## Protagonistas
- Carolina Alarcón (Ana)
- Ariel Caldarelli (Tito)
- Leopoldo Otero (Don Aquilino)